# Ханьгу
Ханьгу (кит. 汉沽) — бывший район Тяньцзиня. В ноябре 2009 года путём слияния районов Тангу, Ханьгу и Даган был образован Новый район Биньхай.

## География
Район Хангу находится в 50 км от городского округа Таншань в провинции Хэбэй на востоке, в 60 км (37 миль) от центра города на западе, в 20 км (12 миль) от Нового порта Тяньцзинь и TEDA и в 90 км (56 миль) от района Даган, известного своей нефтедобычей.Бохайский залив расположен на юге и соединяется с уездом Нинхэ на севере.

## История
В марте 1949 года в административном районе Цзидун был образован особый район Хангу на уровне уезда, названный в честь деревни Хангу на его территории; в октябре 1949 года он был переименован в город Хангу уездного уровня и принадлежал префектуре Тяньцзинь.

## Административное деление
Район Хангу первоначально управлял 5 улицами и 4 городами:
- Улицы: улица Хангу, улица Чжайшан, улица Хэси, улица Тяньхуа, улица Яньчан.
- Города: город Инчэн, город Чадян, город Датян, город Янцзябо.

Нынешнее административное деление разделено на три улицы и один город, а именно улицу Хангу, улицу Чжайшан, улицу Чадян и город Янцзябо.

## Энергетика
Большая часть электроэнергии производится за счет солнечной энергии, а также широко используются нефтяные и геотермальные ресурсы.